# Coloquios Dos Simples, e Drogas He Cousas Medicinais

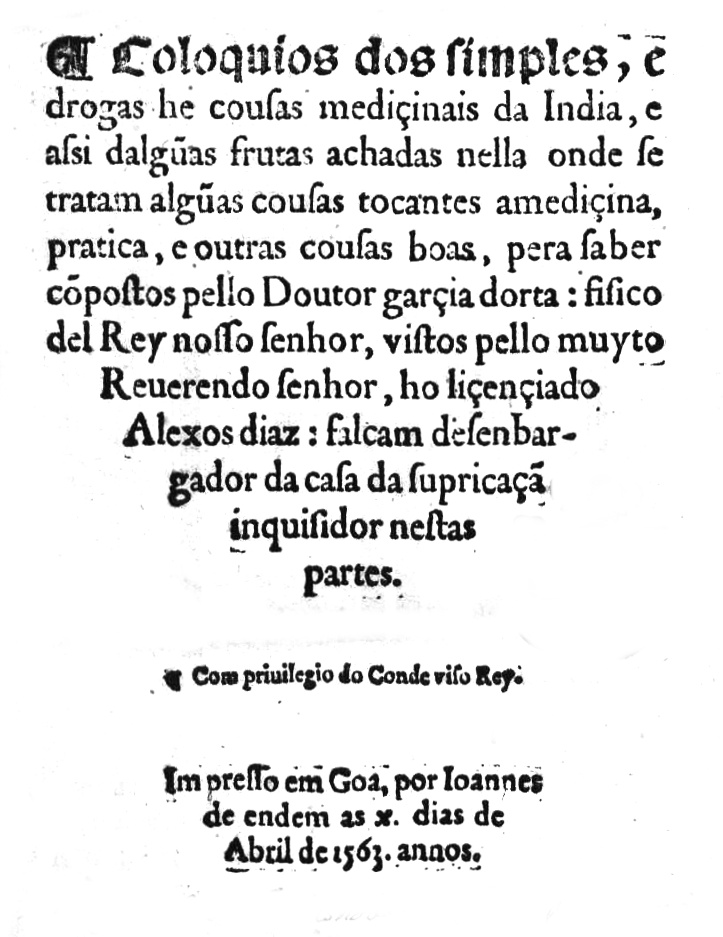
Carátula de la primera edición de los Coloquios, de García de Orta.

Colóquios dos simples e drogas he cousas medicinais da Índia e assi dalgũas frutas achadas nella onde se tratam algũas cousas tocantes a medicina, pratica, e outras cousas boas pera saber (‘conversaciones sobre los medicamentos y materia médica de la India y también en algunas de las frutas se encuentran allí, en el que se discuten algunos asuntos relacionados con la medicina, la práctica, y otras cuestiones de buen saber’) es una obra de gran originalidad publicado en Goa el 10 de abril de 1563 por García de Orta, un portugués judío, médico y naturalista, pionero de la medicina tropical.
García de Orta, nacido en 1501, estudió medicina, arte y filosofía en las universidades de Alcalá de Henares y Salamanca en España. Se embarcó para la India en 1534 como médico jefe a bordo de la flota de la virrey Martim Afonso de Sousa. Trabajó y llevó a cabo su investigación en Goa, donde murió en 1568.

## Esquema de los coloquios
Esta obra se encuentra en formato de diálogo. Consiste en una serie de 57 conversaciones entre García de Orta y un colega imaginario, Ruano, quien está de visita en India y desea saber más acerca de sus medicamentos, las especias y otros productos naturales. Participantes ocasionales en el diálogo aparentemente son personas reales:
- Antonia, una esclava, asistente de investigación de García de Orta
- Varios esclavos sin nombre
- Don Jerónimo, hermano de una víctima del cólera
- Dimas Bosque, un colega que también contribuye un prefacio al libro
- Malupa, un médico indio

En general, los medicamentos se consideran en orden alfabético, pero con excepciones. Cada una de las sustancias que se ponen en discusión se aborda de manera bastante sistemática: su identificación y nombres en textos anteriores, su fuente, su presencia en el comercio, sus usos médicos y otros. Se mencionan muchas historias de casos. La discusión del cólera asiático es tan completa y circunstancial que constituye un clásico de la descripción clínica.
Digresiones, más o menos relevantes, se ocupan de la política india, la importancia de China, las rivalidades entre Portugal y España en las islas de las Especias. Hay anécdotas de elefantes, cobras y mangostas.

## Contenido de los Coloquios
Este listado de contenidos da la foliación de la primera edición, que generalmente corresponde con la de la reimpresión de 1872.
1. Introducción de García de Orta y su visitante ficticio, Doctor Ruano: 1r
2. Do aloes, Aloe: 2r
3. Do ambre, Ámbar gris: 10v
4. Do amomo, Amomum: 14v
5. Do anacardo, Cashew: 16v
6. Da árvore triste, jazmín: 17v
7. Do altiht, anjuden, assafetida e doce e odorata, anil, Asafoetida, Licorice, Styrax, Índigo: 19r
8. Do bangue, Cánnabis: 26r
9. Do benjuy, Benjuí: 28r
10. Do ber… e dos brindões…, Bael: 32v
11. Do cálamo aromático e das caceras, Acorus calamus: 37v
12. De duas maneiras de canfora e das carambolas, Alcanfor, Carambola: 41r
13. De duas maneiras de cardamomo e carandas, Cardamomo, Aframomum melegueta, Carissa carandas: 47r
14. Da cassia fistula, Senna: 54r
15. Da canella, e da cassia lignea e do cinamomo, Cinnamon, Cassia: 56v
16. Do coco commum, e do das Maldivas, Cocos nucifera: 66r
17. Do costo e da collerica passio, Costus, cólera: 71v
18. Da crisocola e croco indiaco... e das curcas, Crisocola: 78r
19. Das cubebas, Piper cubeba: 80r
20. Da datura e dos doriões, Datura, Durian: 83r
21. Do ebur o marfim e do elefante, Marfil, Elefante: 85r
22. Do faufel e dos figos da India, Areca, Banana: 91r
23. Do folio índico o folha da India, Malabathrum: 95r
24. De duas maneiras de galanga, Galanga: 98v
25. Do cravo, Clavo: 100v
26. Do gengivre, Jengibre: 105v
27. De duas maneiras de hervas contra as camaras... e de uma herva que não se leixa tocar sem se fazer murcha: 107v
28. Da jaca, e dos jambolòes, e dos jambos e das jamgomas, Jackfruit, Jambolan, Rose apple: 111r
29. Do lacre, Laca: 112v
30. De linhaloes, Aloeswood: 118v
31. Do pao chamado cate do vulgo: 125r
32. Da maça e noz, Manzana, Myristica: 129r
33. Da manná purgativa: 131v
34. Das mangas, Mango: 133v
35. Da margarita ou aljofar, e do chanco, donde se faz o que chamamos madreperola, Perla, Concha, Nácar: 138v
36. Do mungo, melão da India, Vigna mungo, Sandía: 141v
37. Dos mirabolanos, Terminalia bellirica, Phyllanthus emblica, Terminalia chebula: 148r
38. Dos mangostões, Garcinia mangostana: 151r
39. Do negundo o sambali, Vitex negundo: 151v
40. Do nimbo, Melia azedarach: 153r
41. Do amfião, Opio: 153v
42. Do pao da cobra: 155v
43. Da pedra diamão, Diamante: 159r
44. Das pedras preciosas, precious stones: 165r
45. Da pedra bazar, Bezoar: 169r
46. Da pimenta preta, branca e longa, e canarim, e dos pecegos, Piper nigrum, Piper longum, Prunus persica: 171v
47. Da raiz da China, raíz de China: 177r
48. Do ruibarbo, ruibarbo: 184r
49. De tres maneiras de sándalo, Sándalo, Pterocarpus santalinus: 185v
50. Do spiquenardo, Nardo: 189v
51. Do spodio, minerals: 193r
52. Do squinanto, Cymbopogon: 197r
53. Dos tamarindos, Tamarindo: 200r
54. Do turbit, Operculina turpethum: 203v
55. Do thure… e da mirra, Olíbano, Mirra: 213v
56. Da tutia, Cadmia: 215v
57. Da zedoaria e do zerumbete, Curcuma zedoaria, Zerumbet: 216v
58. Miscellaneous observations: 219v

Appendix part 1. Do betre…, Betel (pages 37a to 37k in 1872 reprint).
Appendix part 2, with corrections to the text (pages 227r to 230r in 1872 reprint).

## Autoridades citadas
«No trates de asustarme con Diocorides o Galeno ―dice García de Orta a Ruano― porque yo solamente voy a decir lo que sabemos que es verdad».
Aunque excepcionalmente dispuesto a diferir de las autoridades anteriores sobre la base en sus propias observaciones, García se lee bien en los clásicos de la medicina. Como muestra, los autores siguientes (enumerados aquí en las ortografías preferidas por García) se cita regularmente en los primeros 80 folios de los Coloquios :
- griego: Hipócrates, Teofrasto, Dioscorides, Galeno
- Latin: Celso, Plinio
- Árabe: Rasis, Avicena, Mesue, Serapio
- Latín medieval: Gerardo de Cremona, Matteo Silvatico
- Latín moderno: Andreas Belunensis, Laguna or Tordelaguna, Menardo, Meteolo or Matheolo Senense, Antonio Musa, Ruelio y Amato Lusitano, joven contemporáneo de García.

García se sintió capaz de diferir de estas autoridades, como lo hace con mucha frecuencia, porque estaba muy lejos de Europa:

Si yo estuviera en España [en la geografía de García, España incluye a Portugal] no me atrevería a decir nada en contra de Galeno y los griegos.
García de Orta

Esta observación se ha visto como la verdadera clave de los Coloquios.

## La edición original de los Coloquios
Goa (en la costa centrooeste de la India) no fue un centro editorial importante, en palabras del historiador Charles Ralph Boxer, la edición original de los Coloquios. «Probablemente contenga errores tipográficos más que cualquier otro libro que alguna vez salió de una imprenta».
La publicación original dice muy cuidadosamente el alcance de su respaldo oficial. La portada lleva la aprobación del virrey y del inquisidor local Falcam Alexos Díaz. El libro se abre con varias cartas y prefacios comendadores. Entre estos preliminares, el que es de mayor interés ahora es un poema, los primeros versos publicados por Luís de Camões, amigo de García, ahora reconocido como el poeta nacional de Portugal.
Muchos de los errores de impresión y descuidos de autor están en corregidos en la reimpresión 1872, que, a pesar de que sigue el original página por página, no es un facsímil.

## Recepción de los Coloquios
García de Orta fue el primer europeo en catalogar hierbas medicinales indias en su hábitat natural. Su libro fue rápidamente reconocido como indispensable por los científicos de toda Europa. Traducciones en latín (entonces la lengua franca científica) y otros idiomas se hicieron. La traducción al latín, añadiendo ilustraciones xilográficas y el comentario editorial, fue por Charles de l'Écluse (Carolus Clusius).
Por desgracia para la fama del libro de García da Orta, gran parte de ella se incluyeron con el reconocimiento mínimo en un trabajo similar publicado en español en 1578 por Cristóbal Acosta, Tractado de las Drogas y Medicinas de las Indias Orientales (‘Tratado de las drogas y los medicamentos de las Indias Orientales’). El trabajo de Da Costa fue ampliamente traducido a lenguas vernáculas y, eventualmente, hizo disminuir la fama de García de Orta, salvo entre los pocos que estaban al tanto de la originalidad de este último.
Existe una traducción al inglés de los Coloquios, de Clements Markham (1913).

## Ediciones de los Coloquios
- Colóquios dos simples e drogas he cousas medicinais da India e assi dalgũas frutas achadas nella onde se tratam algũas cousas... boas pera saber. Goa: Ioannes de Endem, 1563
- Colloquios dos simples e drogas e cousas medicinaes da India e assi de algumas fructas achadas nella. Page-for-page reprint with introduction by F. Ad. de Varnhagen. Lisboa: Imprensa Nacional, 1872
- Colóquios, edited with commentary by the Conde de Ficalho. 2 vols. Lisboa, 1891-1895

## Traducciones de los Coloquios
- Aromatum et simplicium aliquot medicamentorum apud Indios nascentium historia: Latin translation by Carolus Clusius. Antwerp: Plantin, 1567
- Dell'historia dei semplici aromati et altre cose che vengono portare dall'Indie Orientali pertinente all'uso della medicina... di Don Garzia dall'Horto. Italian translation by Annibale Briganti, based on Clusius's Latin. Venice: Francesco Ziletti, 1589
- 5th edition of Clusius's Latin translation, forming part of his Exoticorum libri decem. Leiden, 1605
- Colloquies on the Simples and Drugs of India by García da Orta. English translation by Sir Clements Markham. London, 1913